# Olfaktofilia

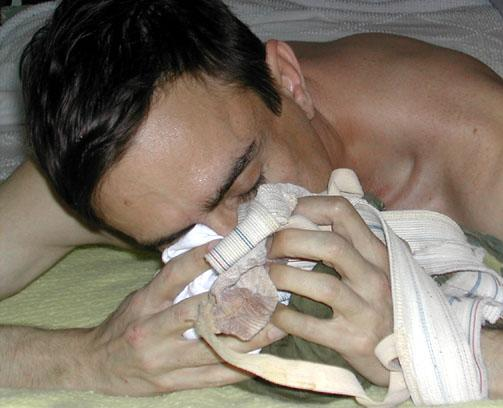
Mężczyzna wąchający bieliznę

Olfaktofilia, osmolagnia (łac. olfacto – wąchać, philia – miłość; gr. osme – zapach, lagneia – pożądanie) – partializm polegający na osiąganiu podniecenia zapachem partnera (szczególnie jego genitaliów). Zygmunt Freud nazywał tę parafilię osfresiolagnią. Parafilik praktykujący olfaktofilię to olfaktofil.
Odmianą olfaktofilii są m.in. eproktofilia, czyli parafilia polegająca na osiąganiu podniecenia pod wpływem zapachu gazów partnera oraz rodzaj podofilii, w którym parafilik osiąga podniecenie pod wpływem zapachu stóp.